# Tetraommatus kwantaoshanensis
Tetraommatus kwantaoshanensis är en skalbaggsart som beskrevs av Chang 1978. Tetraommatus kwantaoshanensis ingår i släktet Tetraommatus och familjen långhorningar.
Artens utbredningsområde är Taiwan. Inga underarter finns listade i Catalogue of Life.